# Phare avant de Baker Shoal

Le phare avant de Baker Shoal (en anglais : Baker Shoal Range Front Light) est un phare servant de feu d'alignement avant situé sur la Delaware, à Port Penn (en) dans le Delaware.

## Historique
Il y avait un feu arrière d'alignement de Baker Shoal qui servait à l'origine de feu d'alignement de Port Penn-Reedy Island. Il est devenu le feu d'alignement arrière Baker Shoal en 1904 lorsque l'ancienne gamme a été abandonnée en raison du déplacement du canal. Le feu d'alignement avant de Baker Shoal a été abandonné en 1924.
Il a été remplacé par une autre tour métallique, un peu moins haute, située à environ 1 km au sud de l'ancien site. Il est toujours en activité.

## Description
Le phare actuel est une tour métallique à claire-voie de 11 m de haut. Il émet, à une hauteur focale de 11 m, un feu vert continu  et à 4,6 m un éclat blanc par période de 4 secondes.
Identifiant : ARLHS : USA-1146 ; USCG : 2-2505  ; Amirauté : J1298.

### Lien connexe
- Liste des phares du Delaware